# Eulepidotis hemithea
Eulepidotis hemithea là một loài bướm đêm trong họ Noctuidae.